# Calidus B-250
Die Calidus B-250 Bader ist ein leichtes Aufstandsbekämpfungs- und Luftnahunterstützungsflugzeug, das in Abu Dhabi und Brasilien entwickelt wurde. Auch eine nachgeordnete Verwendung als Schulflugzeug ist möglich.

## Geschichte
Das ursprünglich aus Südamerika stammende Projekt wurde von dem in  Abu Dhabi beheimateten Maschinenbauunternehmen Calidus im Rahmen der Dubai Air Show 2017 der Öffentlichkeit vorgestellt. Zwei Prototypen (Stand Januar 2018) wurden gebaut, von denen der erste im Juli 2017 den Erstflug in São José dos Campos absolvierte. Zwischen Projektstart und Erstflug vergingen lediglich 25 Monate. Das Flugzeug soll in Al-Ain in den Vereinigten Arabischen Emiraten gefertigt werden.

## Konstruktion
Das Flugzeug ist ein einmotoriger Tiefdecker mit einem Turboproptriebwerk PT6A-68. Es hat ein Einziehfahrwerk sowie eine druckbelüftete Kabine für zwei Piloten. Die Flugzeugzelle besteht aus kohlenstofffaserverstärktem Kunststoff und wird vom brasilianischen Unternehmen NOVAER entwickelt, das bei der Entwicklung der Embraer EMB 314 Super Tucano beteiligt war. Der Konstrukteur der B-250, Joseph Kovács, war bereits bei der Entwicklung der Embraer EMB 312 Tucano beteiligt. Die Avionik wird von Rockwell Collins (USA) geliefert und ist eine Abwandlung des in zivilen Flugzeugen eingesetzten Pakets Pro Line Fusion.

## Technische Daten
| Kenngröße              | Daten                                    |
| ---------------------- | ---------------------------------------- |
| Besatzung              | 2                                        |
| Länge                  | 10,98 m                                  |
| Spannweite             | 12,09 m                                  |
| Höhe                   | 3,79 m                                   |
| Nutzlast               | 1796 kg an sieben Außenlaststationen     |
| Triebwerke             | 1 × Turboproptriebwerk PT6A-68, 1600 shp |
| Höchstgeschwindigkeit  | 557 km/h (301 ktas)                      |
| Dienstgipfelhöhe       | 9144 m (30.000 ft)                       |
| Überführungsreichweite | 4444 km (2400 NM)                        |
| Schleudersitze         | zwei Sitze von Martin Baker              |

## Vergleichbare Flugzeuge
- Embraer EMB 312  Tucano
- Embraer EMB 314  Super Tucano
- Beechcraft AT-6
- TAI Hürkuş